# Jacob Stadlberger
Jacob Stadlberger (* 15. Juni 1832 in Otterbach, Gemeinde St. Florian am Inn; † 10. April 1899 in Eggersham, Gemeinde Pocking) war ein Landwirt und Reichstagsabgeordneter.
Stadlberger besuchte Elementarschulen und war Landwirt in Eggersham, Bürgermeister und Distriktbau-Landrat in Niederbayern. Von 1871 bis 1874 war er Mitglied des Deutschen Reichstags für die Liberale Reichspartei für den Wahlkreis Niederbayern 4 (Pfarrkirchen).